# Polyclita turbinata
Polyclita turbinata är en ljungväxtart som först beskrevs av O. Kuntze, och fick sitt nu gällande namn av A. C. Smith. Polyclita turbinata ingår i släktet Polyclita och familjen ljungväxter. Inga underarter finns listade i Catalogue of Life.